# Caudalejeunea hanningtonii
Caudalejeunea hanningtonii là một loài Rêu trong họ Lejeuneaceae. Loài này được (Mitt.) Schiffner mô tả khoa học đầu tiên năm 1893.